# Bernardo Verbitsky

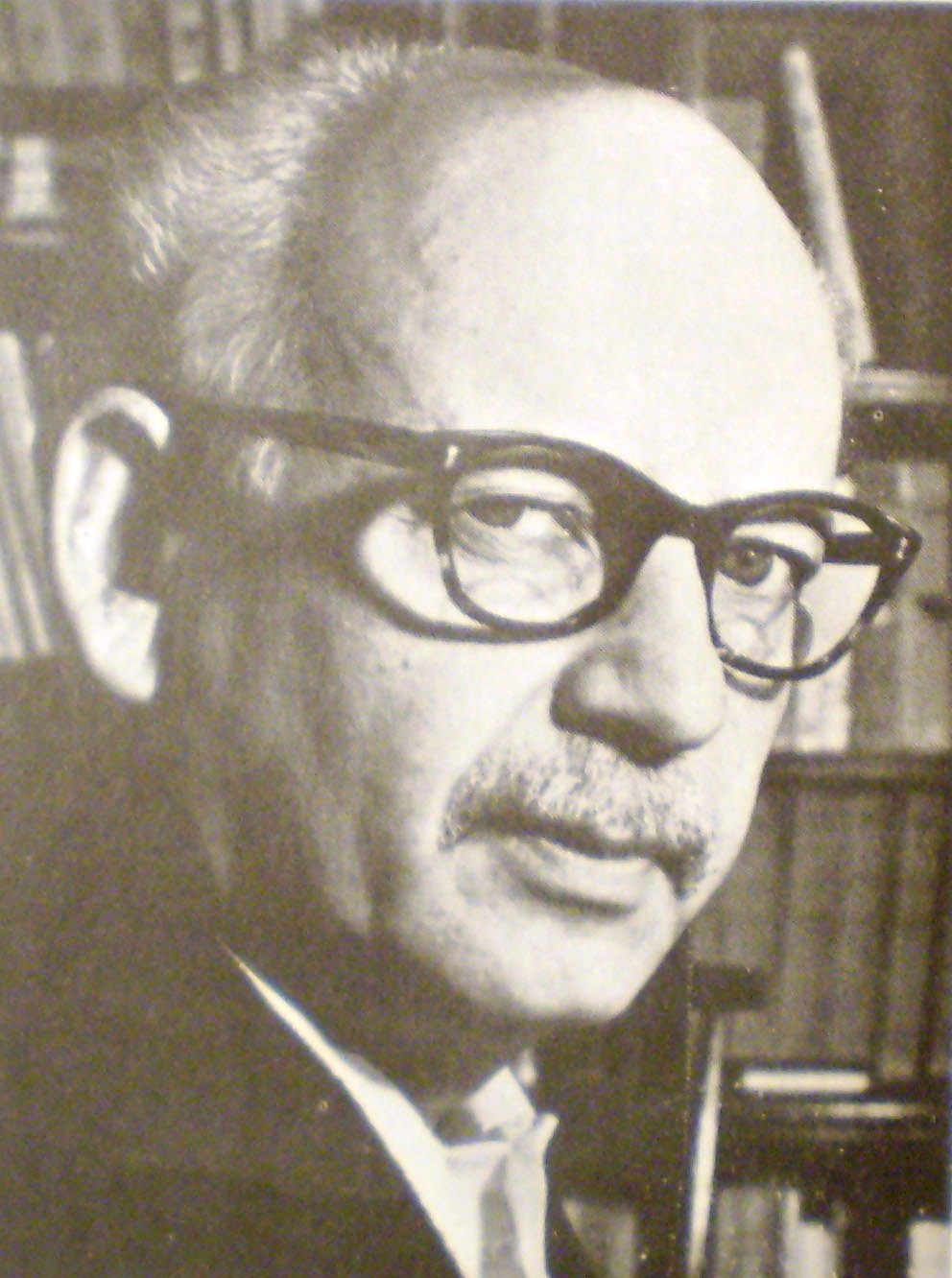
Bernardo Verbitsky

Bernardo Verbitsky (* 22. November 1907 in Buenos Aires; † 15. März 1979 ebenda) war ein argentinischer Journalist und Schriftsteller.
Verbitsky starb in Buenos Aires und fand dort auch seine letzte Ruhestätte. Der Journalist und Schriftsteller Horacio Verbitsky (* 1942) ist sein Sohn.

## Leben
Verbitsky  begann ein Studium an der Universidad de Buenos Aires, brach es aber nach kurzer Zeit wieder ab. Seinen Lebensunterhalt verdiente er als Journalist und Literaturkritiker bei der Zeitung „Noticias Gráficas“; später wechselte er zum Verlag Paidós (Barcelona).
Mit seinem 1941 erschienenen Roman „Es difícil empezar a vivir“ konnte Verbitsky erfolgreich debütieren und sein 1957 veröffentlichter Roman „Villa Miseria también es América“ wurde zum Namensgeber für Villa Miseria.
Neben seinem  literarischen Schaffen, schrieb Verbitsky regelmäßig für die Zeitungen bzw. Zeitschriften „La Crítica“, „Nosotros“, „La Nación“, „Ficción y América“ u. a.
Er betrieb an der Universität Literaturstudien und wurde dann Mitarbeiter von angesehenen Zeitungen und Zeitschriften. Sein literarisches Werk umfasst außer Erzählungen auch Romane. Die Stoffe findet er in der Stadt unter den einfachen, wenig begüterten, ja armen Menschen, deren Probleme und Sorgen er mit viel Verständnis und Einfühlungsvermögen schildert. Für seinen ersten Roman „Es difícil empezar a vivir“ erhielt er den Literaturpreis Ricardo Güiraldes, für sein zweites Buch „En esos años“ wurde er mit dem Ehrenband des argentinischen Schriftstellerverbandes ausgezeichnet.

## Ehrungen
- Premio Ricardo Güiraldes (1941) für den Roman Es difícil empezar a vivir[2]
- Faja de Honor de la Sociedad Argentina de Escritores (SADE) für den Roman En esos años (1947)
- Premio Municipal de Novela Ciudad de Bs. As. (1957) für den Roman Villa Miseria también es América
- Mención del Premio de la Editorial Kraft für den Roman Villa Miseria también es América
- Premio Alberto Gerchunoff (1965) für den Roman Es difícil empezar a vivir
- Faja de Honor de la SADE für den Roman La neurosis monta su espectáculo
- 3° in Premio Planeta (1974) für den Roman Enamorado de Joan Báez.
- Premio Club de los XIII für den Roman Hermana y sombra
- Premio Fundación Dupuytrén für den Roman Hermana y sombra
- Premio bianual Ricardo Rojas (1977)[3]
- Premio de Los Narradores (1978)[4]

## Werke (Auswahl)
Drehbücher
Dos tipos con suerte. 1959.
Erzählungen
- Café de los Angelitos y otros cuentos porteños. 1950.
- Octubre maduro. 1976.
- A pesar de todo'. 1978.

Essays
- Significación de Stefan Zweig. 1947.
- El teatro de Arthur Miller. 1959.
- Hamlet y Don Quijote. 1964.
- Literatura y consciencia nacional. 1975.

Romane
- Es difícil empezar a vivir. 1941.
- En esos años. 1947.
- Una pequeña familia. 1951.
- Calles de tango. 1953.
- La esquina. 1953.
- Vacaciones. 1953.
- Un noviazgo. 1956.
- Villa Miseria también es América. 1957.
- La tierra es azul. 1961.
- Un hombre de papel. 1966.
- La neurosis monta su espectáculo. 1969.
- Etiquetas a los hombres. 1972
- Enamorado de Joan Baez. 1975.
- Hermana y sombra. 1977.

## Verfilmungen
- Hugo del Carril verfilmte 1958 Verbitskys Roman „Calles de tango“ unter dem Titel „Una cita con la vida“.